# خوان دومینگو براون
خوان دومینگو براون (انگلیسی: Juan Domingo Brown؛ ۲۱ ژوئن ۱۸۸۸ – ۱۶ سپتامبر ۱۹۳۱) بازیکن فوتبال اهل آرژانتین بود.
از باشگاه‌هایی که در آن بازی کرده‌است می‌توان به اشاره کرد.
وی همچنین در تیم ملی فوتبال آرژانتین بازی کرده‌است.